# George Boateng
George Boateng (Nkawkaw, 5 settembre 1975) è un allenatore di calcio ed ex calciatore olandese, di ruolo centrocampista.

## Carriera

### Club
Nato a Nkawkaw in Ghana, debutta nel calcio professionistico con il Feyenoord. Nel 1998, dopo 70 partite con il Feyenoord, passa al Coventry City per 220.000 £. Sotto la gestione di Gordon Strachan si dimostra un centrocampista difensivo solido e aiuta il Coventry a ottenere l'undicesimo posto in Premier League. Egli è ancora ricordato dai tifosi degli Sky Blues perché anche grazie a una sua doppietta il 27 febbraio 1999 il Coventry riesce a battere l'Aston Villa al Villa Park dopo un'attesa durata 63 anni.
La stagione successiva si trasferisce all'Aston Villa per 4,5 milioni di sterline. Con l'Aston Villa gioca in tutto 131 partite, compresa la finale persa della FA Cup del 2000 contro il Chelsea. Durante la stagione 2001-02 Boateng rompe con l'allenatore Graham Taylor, per questo motivo durante l'estate viene ceduto al Middlesbrough per 5 milioni di sterline.
Boateng debutta nella prima giornata della stagione 2002-03 contro il Southampton in una partita finita 0-0. Nel 2003 è operato a una caviglia, ma riesce a riprendersi per l'inizio della stagione 2003-04, in quella stagione vince con il Middlesbrough la Coppa di Lega.
Nella stagione 2004-05 segna il suo primo gol con il Middlesbrough nella partita vinta 4-0 contro il Blackburn il 2 ottobre 2004. Poco dopo si rompe un dito del piede e rimane fermo per otto settimane: in questo periodo il Middlesbrough scende dal quarto al nono posto in campionato. Riesce comunque a rientrare in tempo per aiutare il Middlesbrough a qualificarsi in Coppa UEFA. L'anno successivo raggiunge la finale in Coppa UEFA.
Nel giugno 2006 firma il prolungamento del contratto con il Middlesbrough per altri tre anni. Il 21 luglio 2006 diventa il nuovo capitano sostituendo Gareth Southgate diventato allenatore. Il 10 marzo 2007 segna il gol del pareggio nella partita di FA Cup contro il Manchester United, questo è stato il suo primo gol in FA Cup dal 1999 quando aveva segnato in una partita contro il Macclesfield Town.
Il 22 gennaio 2008 l'allenatore del Middlesbrough Gareth Southgate toglie la fascia di capitano a Boateng a causa del suo desiderio di concentrarsi "sul suo gioco". Il nuovo capitano diventa Emanuel Pogatetz.
Il 10 luglio 2008 l'Hull City annuncia che Boateng ha accettato di firmare un contratto con loro.  Il passaggio è completato il 16 luglio, dopo il completamento delle visite mediche. Il 6 febbraio 2010 Boateng segna il suo primo gol per l'Hull City nella vittoria per 2-1 contro il Manchester City, la prima vittoria per l'Hull City dal novembre 2008.
Boateng lascia l'Hull City dopo la retrocessione in Championship nel 2010, oltre a lui lascia la squadra anche l'altro ex giocatore della nazionale olandese Jan Vennegoor of Hesselink.

### Nazionale
Nonostante sia nato in Ghana, Boateng ha deciso di giocare per la nazionale olandese, con la quale ha debuttato il 10 novembre 2001 nel pareggio per 1-1 contro la Danimarca, in totale Boateng ha collezionato quattro presenze con la nazionale olandese, l'ultima di queste il 1º marzo 2006 in amichevole contro l'Ecuador.

## Statistiche

### Cronologia presenze in nazionale
| Cronologia completa delle presenze e delle reti in nazionale ― Paesi Bassi | Cronologia completa delle presenze e delle reti in nazionale ― Paesi Bassi | Cronologia completa delle presenze e delle reti in nazionale ― Paesi Bassi | Cronologia completa delle presenze e delle reti in nazionale ― Paesi Bassi | Cronologia completa delle presenze e delle reti in nazionale ― Paesi Bassi | Cronologia completa delle presenze e delle reti in nazionale ― Paesi Bassi | Cronologia completa delle presenze e delle reti in nazionale ― Paesi Bassi | Cronologia completa delle presenze e delle reti in nazionale ― Paesi Bassi |
| Data                                                                       | Città                                                                      | In casa                                                                    | Risultato                                                                  | Ospiti                                                                     | Competizione                                                               | Reti                                                                       | Note                                                                       |
| -------------------------------------------------------------------------- | -------------------------------------------------------------------------- | -------------------------------------------------------------------------- | -------------------------------------------------------------------------- | -------------------------------------------------------------------------- | -------------------------------------------------------------------------- | -------------------------------------------------------------------------- | -------------------------------------------------------------------------- |
| 10-11-2001                                                                 | Copenaghen                                                                 | Danimarca                                                                  | 1 – 1                                                                      | Paesi Bassi                                                                | Amichevole                                                                 | -                                                                          |                                                                            |
| 13-2-2002                                                                  | Amsterdam                                                                  | Paesi Bassi                                                                | 1 – 1                                                                      | Inghilterra                                                                | Amichevole                                                                 | -                                                                          | 46’                                                                        |
| 12-11-2005                                                                 | Amsterdam                                                                  | Paesi Bassi                                                                | 1 – 3                                                                      | Italia                                                                     | Amichevole                                                                 | -                                                                          | 87’                                                                        |
| 1-3-2006                                                                   | Amsterdam                                                                  | Paesi Bassi                                                                | 1 – 0                                                                      | Ecuador                                                                    | Amichevole                                                                 | -                                                                          | 61’                                                                        |
| Totale                                                                     |                                                                            | Presenze                                                                   | 4                                                                          |                                                                            | Reti                                                                       | 0                                                                          |                                                                            |

## Palmarès

### Giocatore

#### Competizioni internazionali
- Coppa Intertoto UEFA: 1

Aston Villa: 2001